# Браунек, Малгожата
Малгожата Браунек (пол. Małgorzata Braunek; 30 января 1947, Шамотулы — 23 июня 2014, Варшава) — польская актриса театра и кино.

## Биография
Родилась в семье офицера кавалерии ротмистра Войска польского Владислава Браунка (1900−1963) и его жены Анны Руты (1911−2000) из семьи Бени. Воспитывалась в лютеранской вере, которой придерживалась и её мать, несмотря на то что отец был католиком.
Окончила 18-й лицей им. Яна Замойского в Варшаве (1966). До 1969 года училась в государственной высшей театральной школе в Варшаве, но так её и не окончила в связи с началом кинокарьеры.
В 1970 году удостоилась звания «Звезда киносезона». Сыграла более чем в 20 фильмах, ряд которых принадлежал крупным режиссёрам. Помимо фильмов играла на сценах Национального театра в Варшаве в 1971—1974 годах. В 1980-х годах покинула сцену и кино, обратилась к дзэн-буддизму. Возобновила актёрскую карьеру с 2001 года. В 2010 году исполнила роль Элизабет Фоглер в спектакле Кристиана Люпы «Тело Симоны» (2010) на сцене драматического театра в Варшаве.
11 апреля 2014 года была награждена золотой медалью «За заслуги в культуре Gloria Artis». Согласно постановлению президента Б. Коморовского 22 апреля 2014 года награждена офицерским крестом ордена Возрождения Польши за выдающиеся достижения в художественной и социальной работе и за заслуги на поле демократических перемен в Польше.
Была три раза замужем. Первый муж — актёр Януш Гуттнер. Второй — режиссёр Анджей Жулавский (развелись в 1976 году), их сын — режиссёр и сценарист Ксаверий Жулавский (род. 1971). С третьим мужем, писателем и буддистом Анджеем Краевским прожила до самой смерти. Их дочь актриса Орина Краевская (род. 1987).
Придерживалась буддизма, состояла в религиозном объединении «Канцеон», которое возглавляла с 1992 по 2014 годы. В 2011 году получила титул мастера дзэн от мастера Денниса Генпо Мерзеля. Поддерживала правозащитные движения в Китайской Народной Республике. Была вегетарианкой, участвовала в акциях по защите прав животных.
Вместе с Майей Осташевской и Ксаверием Ясеньским в 2007 году записала аудио-адаптацию буддистских сказок, собранных Райфом Мартином в коллекции Głodna tygrysica («Голодная тигрица») (опубликовано издательством Elay Publishing House, 2006).
Умерла в Варшаве 23 июня 2014 года от рака яичников. 23-30 июня состоялись буддистские погребальные церемонии. 5 июля похоронена на лютеранском кладбище Варшавы рядом с могилой матери. Хотя похороны носили светский характер, 6 июля 2014 года в лютеранской церкви Святой Троицы состоялась поминальная служба.

## Избранная фильмография
| Год  |   | Русское название                                   | Оригинальное название                       | Роль                                                                       |
| ---- | - | -------------------------------------------------- | ------------------------------------------- | -------------------------------------------------------------------------- |
| 1967 | ф | Прыжок (Казимеж Куц)                               | Skok                                        | Тереса                                                                     |
| 1968 | ф | Житие Матеуша (Витольд Лещинский)                  | Żywot Mateusza                              | Анна                                                                       |
| 1967 | ф | Путешествие в неизвестное (Ежи Зярник)             | Wycieczka w nieznane                        | девушка Роберта (нет в титрах)                                             |
| 1968 | ф | Игра (Ежи Кавалерович)                             | Gra                                         | девушка ссорящаяся с мужем на улице                                        |
| 1968 | ф | Движущиеся пески (Владислав Слесицкий)             | Ruchome piaski                              | Анна                                                                       |
| 1969 | ф | Вознесение на небо (Ян Рыбковский)                 | Wniebowstąpienie                            | Раиса Волкова-Гольдштейн                                                   |
| 1969 | ф | Охота на мух (Анджей Вайда)                        | Polowanie na muchy                          | Ирена                                                                      |
| 1969 | ф |                                                    | W każdą pogodę                              |                                                                            |
| 1970 | ф | Пейзаж после битвы (Анджей Вайда)                  | Krajobraz po bitwie                         | немка на велосипеде                                                        |
| 1970 | ф | Кислород (Матяж Клопчич, Югославия)                | Oxygen                                      |                                                                            |
| 1970 | ф | Локис (Януш Маевский)                              | Lokis: Rękopis profesora Wittembacha        | Юлия Довгелло                                                              |
| 1971 | ф | Третья часть ночи (Анджей Жулавский)               | Trzecia część nocy                          | Хелена/Марта                                                               |
| 1971 | ф | Тристан 1946 (телеспектакль)                       | Tristan 1946                                | Катлин                                                                     |
| 1971 | ф | Маскарад (телеспектакль)                           | Maskarada                                   | Наталья                                                                    |
| 1972 | ф | Дьявол (Анджей Жулавский)                          | Diabeł                                      | невеста Якуба                                                              |
| 1974 | ф | Потоп (Ежи Гофман)                                 | Potop                                       | Оленька Биллевич                                                           |
| 1974 | ф | Дело Вирджинии Денхем (телеспектакль)              | Sprawa Virginii Denham                      | Вирджиния                                                                  |
| 1976 | ф | Теневая черта (Анджей Вайда)                       | Smuga cienia                                | флейтистка в женском оркестре (нет в титрах)                               |
| 1976 | ф | Большая система (Анджей Пётровский)                | Wielki układ                                | Марта Новицкая                                                             |
| 1976 | ф | (телеспектакль)                                    | Po upadku                                   | Хельга                                                                     |
| 1976 | ф | (телеспектакль)                                    | Osaczony                                    | Ингрид                                                                     |
| 1976 | ф | (телеспектакль)                                    | Nie do obrony                               | Лиза Ивс                                                                   |
| 1977 | ф | Кукла (Рышард Бер, телесериал по роману Б.Пруса)   | Lalka                                       | Изабела Ленцкая                                                            |
| 1977 | ф | (телефильм)                                        | Wejście w nurt                              | Малгожата, подруга Анны                                                    |
| 1978 | ф | Йорг Ратгеб – художник (Бернхард Штефан, ГДР)      | Jorg Ratgeb - Maler                         | молодая крестьянка                                                         |
| 1978 | ф | (телеспектакль)                                    | Ukladanka                                   | Рованна                                                                    |
| 1978 | ф |                                                    | Tercet egzotyczny a moze erotyczny?         |                                                                            |
| 1980 | ф | Большое ночное купание (Бинка Желязкова, Болгария) | Голямото нощно къпане / Wielka nocna kąpiel | Жана                                                                       |
| 1980 | ф | (телефильм)                                        | Dr. Senki                                   |                                                                            |
| 1980 | ф | (телеспектакль)                                    | Intruz                                      | Элеонора                                                                   |
| 1980 | ф | (телеспектакль)                                    | Klimaty                                     | Соланж                                                                     |
| 1997 | ф | Польский дармоед (Лукаш Вилежалек)                 | Darmozjad polski                            | туристка                                                                   |
| 1997 | ф | 13 участок (сериал)                                | 13 posterunek                               |                                                                            |
| 2004 | ф | Мент (Владислав Пасиковский) (телесериал)          | Glina                                       | Татиана Зубжицка (нет в титрах)                                            |
| 2004 | ф | Тюльпаны (Яцек Борчух)                             | Tulipany                                    | Марианна — премия лучшей актрисе второго плана на Фестивале польского кино |
| 2004 | ф | (сериал)                                           | Bulionerzy                                  | Марта Бергер                                                               |
| 2005 | ф | Пансионат под розой (телефильм)                    | Pensjonat Pod Różą                          | Веслава Пастернак                                                          |
| 2005 | ф | (сериал)                                           | Pelna Para                                  | Богуся Ламарти                                                             |
| 2007 | ф | Из-за любви                                        | Z miłości                                   | Марта                                                                      |
| 2007 | ф | Команда (сериал)                                   | Ekipa                                       |                                                                            |
| 2009 | ф | Дом у озера (сериал)                               | Dom nad rozlewiskiem                        | Барбара                                                                    |
| 2010 | ф | Любовь у озера (сериал)                            | Milosc rozlewiskiem                         | Барбара                                                                    |
| 2011 | ф | (сериал)                                           | Zycie rozlewiskiem                          |                                                                            |
| 2012 | ф | (сериал)                                           | Nad rozlewiskiem...                         |                                                                            |

## Признание
Актриса 2011 года на телевидении.